# Florencio Barrera
Florencio Segundo Barrera Godoy (* 6. Juni 1915 in Taltal; † 28. März 1975) war ein chilenischer Fußballspieler. Der Mittelfeldspieler mit dem Spitznamen Huaso lief in zehn Länderspielen für die chilenische Nationalmannschaft auf.

## Karriere

### Verein
Florencio Barrera spielte mindestens von 1941 bis 1947 für den Hauptstadtklub CD Magallanes. Mehr Informationen zu seiner Vereinskarriere sind nicht belegt.

### Nationalmannschaft
Florencio Barrera debütierte beim Campeonato Sudamericano 1942 unter Trainer Ferenc Plattkó bei der 1:6-Niederlage gegen Brasilien, als er für Alfonso Domínguez in die Partie kam. Er stand noch drei Turnierpartien in der Startelf in der La Roja, die nach einem Sieg, einem Unentschieden und vier Niederlagen Vorletzter der Südamerikameisterschaft wurde.
Barrera spielte beim Campeonato Sudamericano 1945 alle sechs Spiele von Beginn an. Chile wurde nach vier Siegen, einem Unentschieden und einer Niederlage Turnierdritter. Die 0:1-Niederlage im letzten Spiel des Turniers gegen Brasilien war das zehnte und zugleich letzte Länderspiel für Barrera.